# Marin Aničić
Marin Aničić (Mostar, 17 agosto 1989) è un ex calciatore bosniaco, di ruolo difensore.

## Caratteristiche tecniche
Difensore centrale di piede mancino forte fisicamente, Aničić può giocare anche da mediano.

## Carriera
Nel settembre 2015 viene convocato per la prima volta dalla nazionale bosniaca dal CT della nazionale Mehmed Baždarević senza però mai scendere in campo.
Debutta ufficialmente il 25 marzo 2016, con la nazionale bosniaca in amichevole contro il Lussemburgo giocando interamente tutti e 90 minuti.

## Statistiche

### Presenze e reti nei club
Statistiche aggiornate al 6 febbraio 2023.
| Stagione               | Squadra                | Campionato             | Campionato | Campionato | Coppe nazionali | Coppe nazionali | Coppe nazionali | Coppe continentali | Coppe continentali | Coppe continentali | Altre coppe | Altre coppe | Altre coppe | Totale | Totale |
| Stagione               | Squadra                | Comp                   | Pres       | Reti       | Comp            | Pres            | Reti            | Comp               | Pres               | Reti               | Comp        | Pres        | Reti        | Pres   | Reti   |
| ---------------------- | ---------------------- | ---------------------- | ---------- | ---------- | --------------- | --------------- | --------------- | ------------------ | ------------------ | ------------------ | ----------- | ----------- | ----------- | ------ | ------ |
| 2007-2008              | Mostar                 | PL                     | 4          | 1          | CB              | 0               | 0               | -                  | -                  | -                  | -           | -           | -           | 4      | 1      |
| 2008-2009              | Mostar                 | PL                     | 23         | 0          | CB              | 0               | 0               | CU                 | 4                  | 0                  | -           | -           | -           | 27     | 0      |
| 2009-2010              | Mostar                 | PL                     | 24         | 1          | CB              | 0               | 0               | UCL                | 2                  | 0                  | -           | -           | -           | 26     | 1      |
| 2010-2011              | Mostar                 | PL                     | 28         | 1          | CB              | 0               | 0               | UCL                | 2                  | 0                  | -           | -           | -           | 30     | 1      |
| 2011-2012              | Mostar                 | PL                     | 24         | 3          | CB              | 0               | 0               | -                  | -                  | -                  | -           | -           | -           | 24     | 3      |
| 2012-2013              | Mostar                 | PL                     | 23         | 1          | CB              | 4               | 0               | -                  | -                  | -                  | -           | -           | -           | 27     | 1      |
| 2013-2014              | Mostar                 | PL                     | 16         | 0          | CB              | 0               | 0               | UEL                | 4                  | 0                  | -           | -           | -           | 20     | 0      |
| Totale Zrinjski Mostar | Totale Zrinjski Mostar | Totale Zrinjski Mostar | 142        | 7          |                 | 4               | 0               |                    | 12                 | 0                  |             | -           | -           | 158    | 7      |
| 2014                   | Astana                 | QPL                    | 27         | 0          | QK              | 2               | 0               | UEL                | 4                  | 0                  | -           | -           | -           | 33     | 0      |
| 2015                   | Astana                 | QPL                    | 29         | 0          | QK              | 3               | 0               | UCL                | 11                 | 1                  | QS          | 1           | 0           | 44     | 1      |
| 2016                   | Astana                 | QPL                    | 27         | 3          | QK              | 2               | 0               | UCL+UEL            | 4+6                | 2+1                | QS          | 1           | 0           | 40     | 6      |
| 2017                   | Astana                 | QPL                    | 24         | 0          | QK              | 0               | 0               | UCL+UEL            | 5+5                | 0+1                | QS          | 1           | 0           | 35     | 1      |
| 2018                   | Astana                 | QPL                    | 27         | 0          | QK              | 0               | 0               | UCL+UEL            | 5+9                | 0+1                | QS          | 1           | 0           | 42     | 1      |
| mar.-ago. 2019         | Astana                 | QPL                    | 14         | 2          | QK              | 0               | 0               | UCL+UEL            | 1+2                | 0                  | QS          | 1           | 0           | 18     | 2      |
| Totale Astana          | Totale Astana          | Totale Astana          | 148        | 5          |                 | 7               | 0               |                    | 52                 | 6                  |             | 5           | 0           | 212    | 11     |
| 2019-2020              | Konyaspor              | SL                     | 28         | 1          | TK              | 0               | 0               | -                  | -                  | -                  | -           | -           | -           | 28     | 1      |
| 2020-2021              | Konyaspor              | SL                     | 2          | 0          | TK              | 1               | 1               | -                  | -                  | -                  | -           | -           | -           | 3      | 1      |
| 2021-2022              | Konyaspor              | SL                     | 1          | 0          | TK              | 3               | 0               | -                  | -                  | -                  | -           | -           | -           | 4      | 0      |
| Totale Konyaspor       | Totale Konyaspor       | Totale Konyaspor       | 31         | 1          |                 | 4               | 1               |                    | -                  | -                  |             | -           | -           | 35     | 2      |
| 2022-2023              | Sarajevo               | SL                     | 1          | 0          | CB              | 0               | 0               | -                  | -                  | -                  | -           | -           | -           | 1      | 0      |
| Totale carriera        | Totale carriera        | Totale carriera        | 322        | 13         |                 | 15              | 1               |                    | 64                 | 4                  |             | 5           | 0           | 406    | 20     |

### Cronologia presenze e reti in nazionale
| Cronologia completa delle presenze e delle reti in nazionale ― Bosnia ed Erzegovina | Cronologia completa delle presenze e delle reti in nazionale ― Bosnia ed Erzegovina | Cronologia completa delle presenze e delle reti in nazionale ― Bosnia ed Erzegovina | Cronologia completa delle presenze e delle reti in nazionale ― Bosnia ed Erzegovina | Cronologia completa delle presenze e delle reti in nazionale ― Bosnia ed Erzegovina | Cronologia completa delle presenze e delle reti in nazionale ― Bosnia ed Erzegovina | Cronologia completa delle presenze e delle reti in nazionale ― Bosnia ed Erzegovina | Cronologia completa delle presenze e delle reti in nazionale ― Bosnia ed Erzegovina |
| Data                                                                                | Città                                                                               | In casa                                                                             | Risultato                                                                           | Ospiti                                                                              | Competizione                                                                        | Reti                                                                                | Note                                                                                |
| ----------------------------------------------------------------------------------- | ----------------------------------------------------------------------------------- | ----------------------------------------------------------------------------------- | ----------------------------------------------------------------------------------- | ----------------------------------------------------------------------------------- | ----------------------------------------------------------------------------------- | ----------------------------------------------------------------------------------- | ----------------------------------------------------------------------------------- |
| 25-3-2016                                                                           | Lussemburgo                                                                         | Lussemburgo                                                                         | 0 – 3                                                                               | Bosnia ed Erzegovina                                                                | Amichevole                                                                          | -                                                                                   |                                                                                     |
| Totale                                                                              |                                                                                     | Presenze                                                                            | 1                                                                                   |                                                                                     | Reti                                                                                | 0                                                                                   |                                                                                     |

## Palmarès

### Club

#### Competizioni nazionali
- Campionato bosniaco: 1

Zrinjski Mostar: 2008-2009
- Campionato kazako: 5

Astana: 2014, 2015, 2016, 2017, 2018
- Supercoppa del Kazakistan: 3

Astana: 2015, 2018, 2019
- Coppa del Kazakistan: 1

Astana: 2016